# Markó utca
A Markó utca a budapesti Lipótváros területén fekszik, a Duna-partot a Bajcsy-Zsilinszky úttal köti össze, jelentős hivatali épületeknek ad helyet. Ezen kívül több oktatási intézmény épülete található az utcában. Az utca id. Markó Károly nevét viseli.

## Története

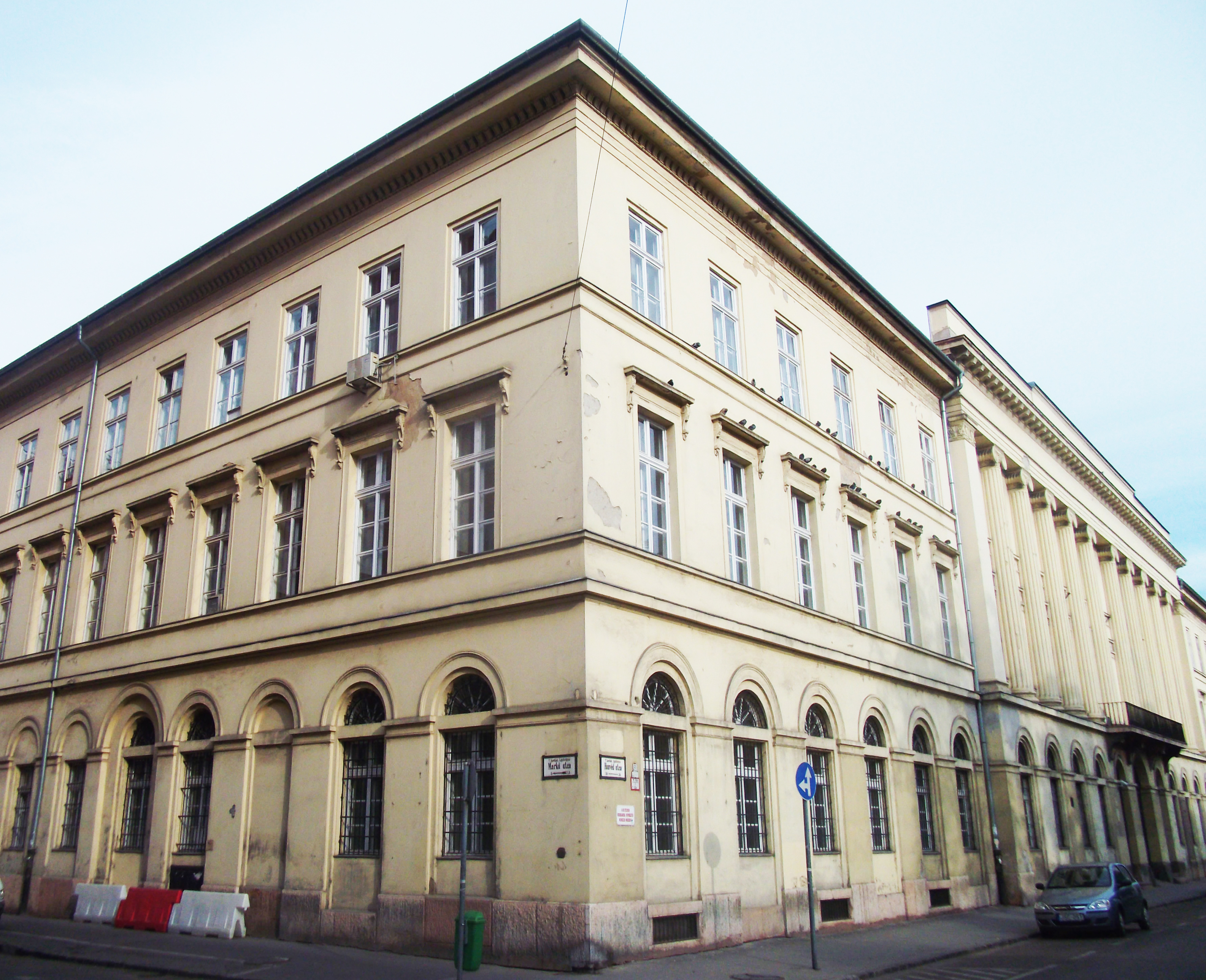
Valero selyemgyár 5. ker., Honvéd utca 24.

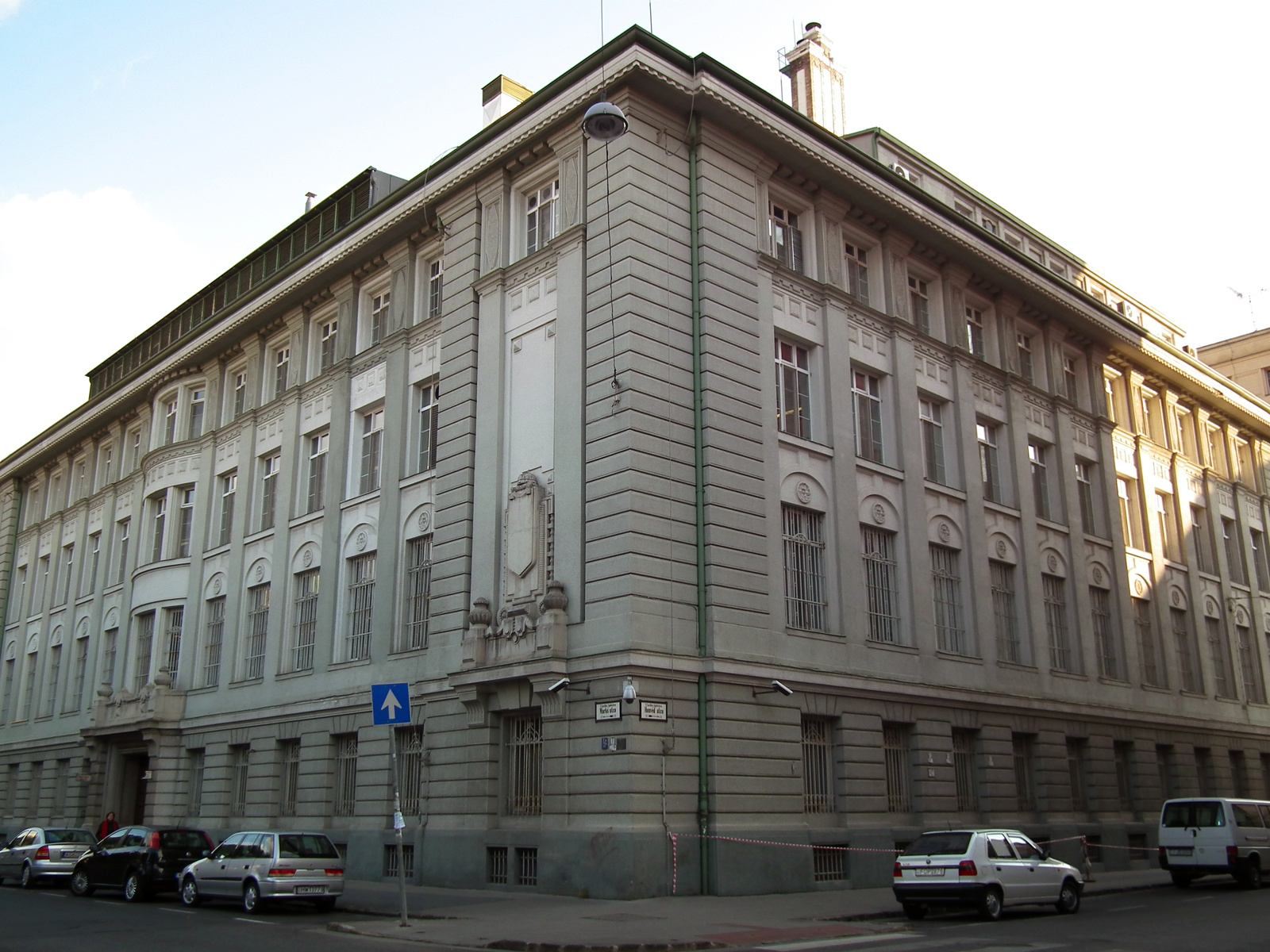
Pénzjegynyomda (18303. számú műemlék) Markó utca 13.

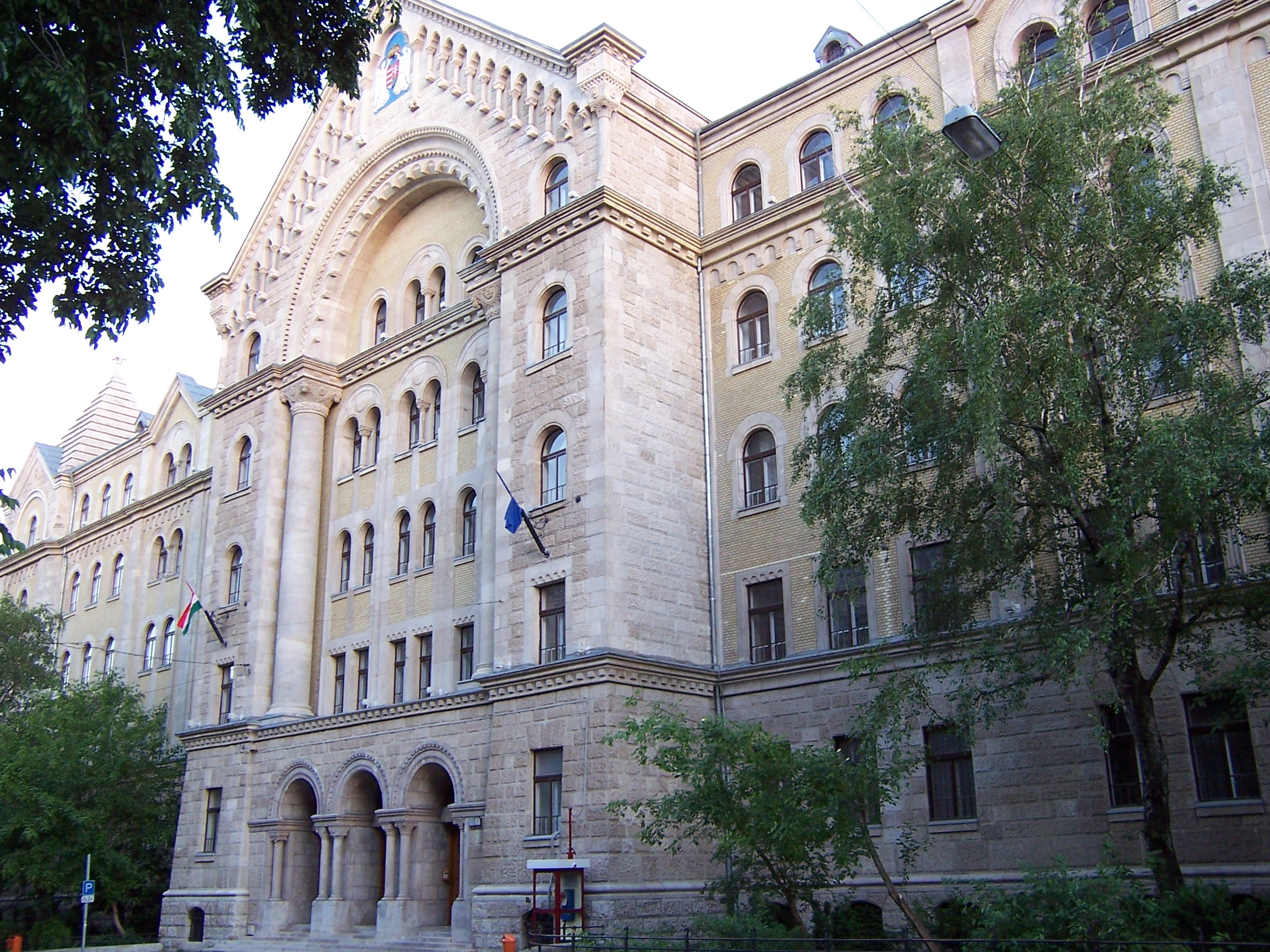
Pesti Központi Kerületi Bíróság, Markó utca 25.

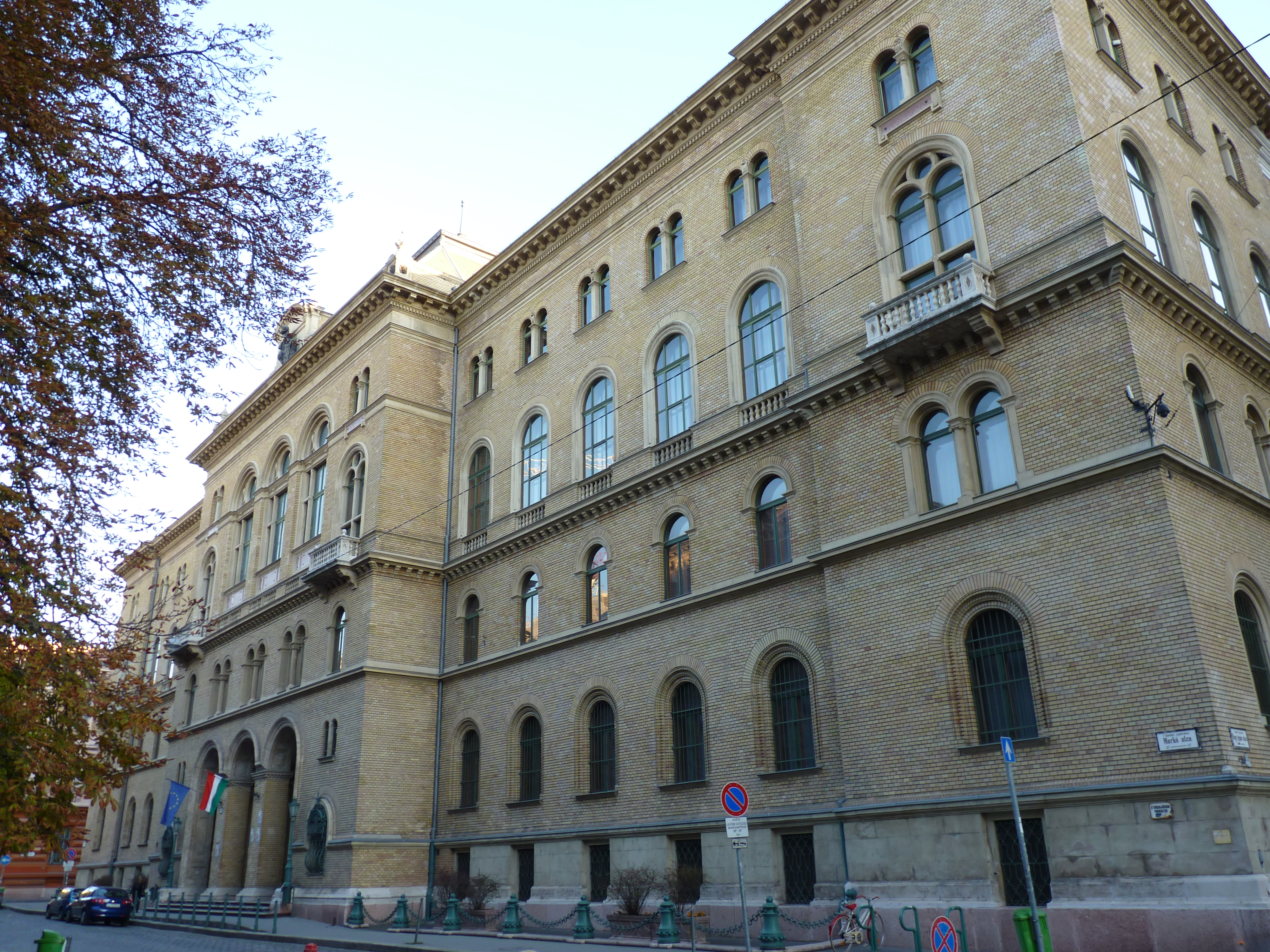
A Fővárosi Törvényszék épülete, Markó utca 27.

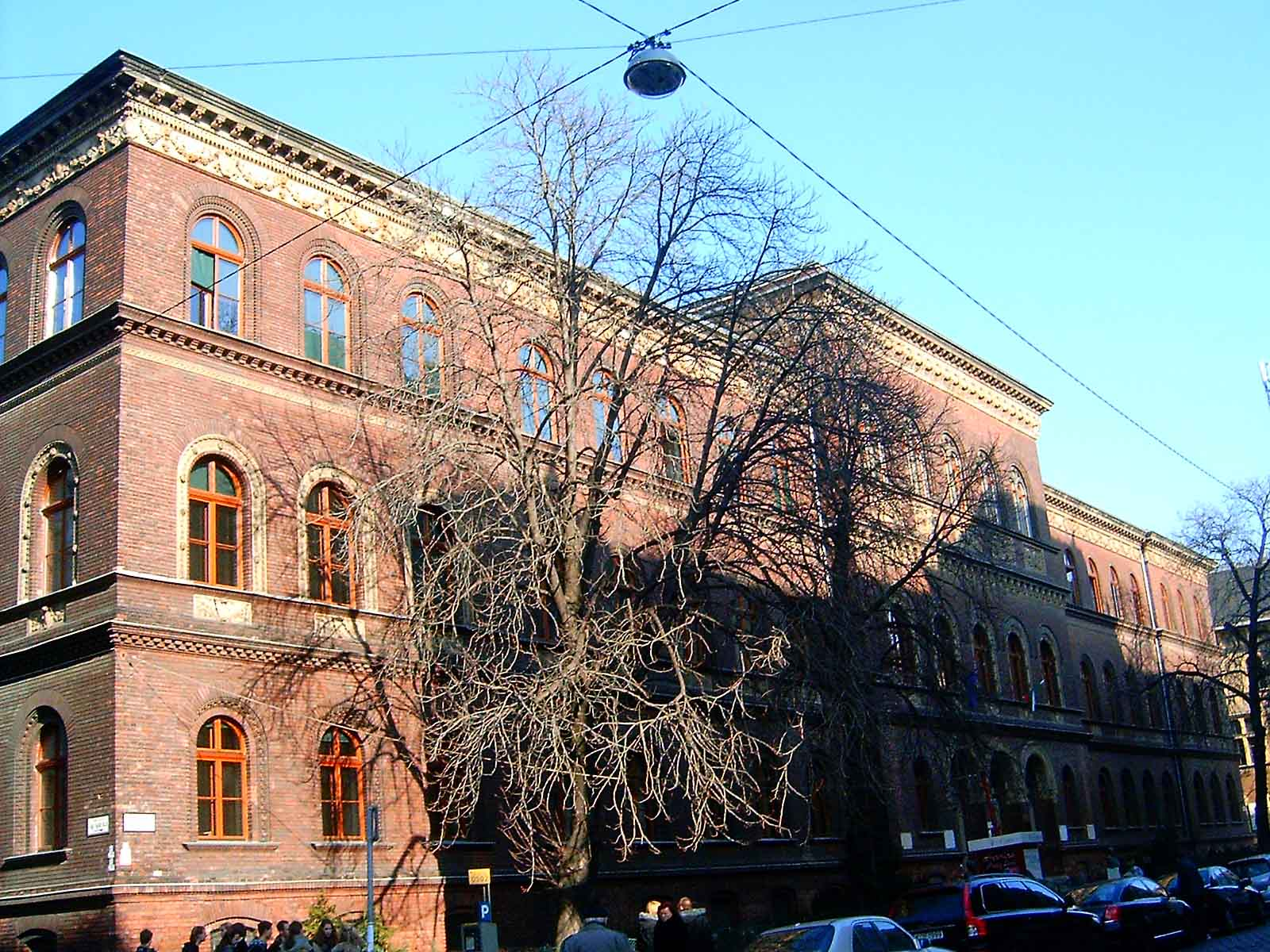
Reál iskola, Markó utca 18–20.

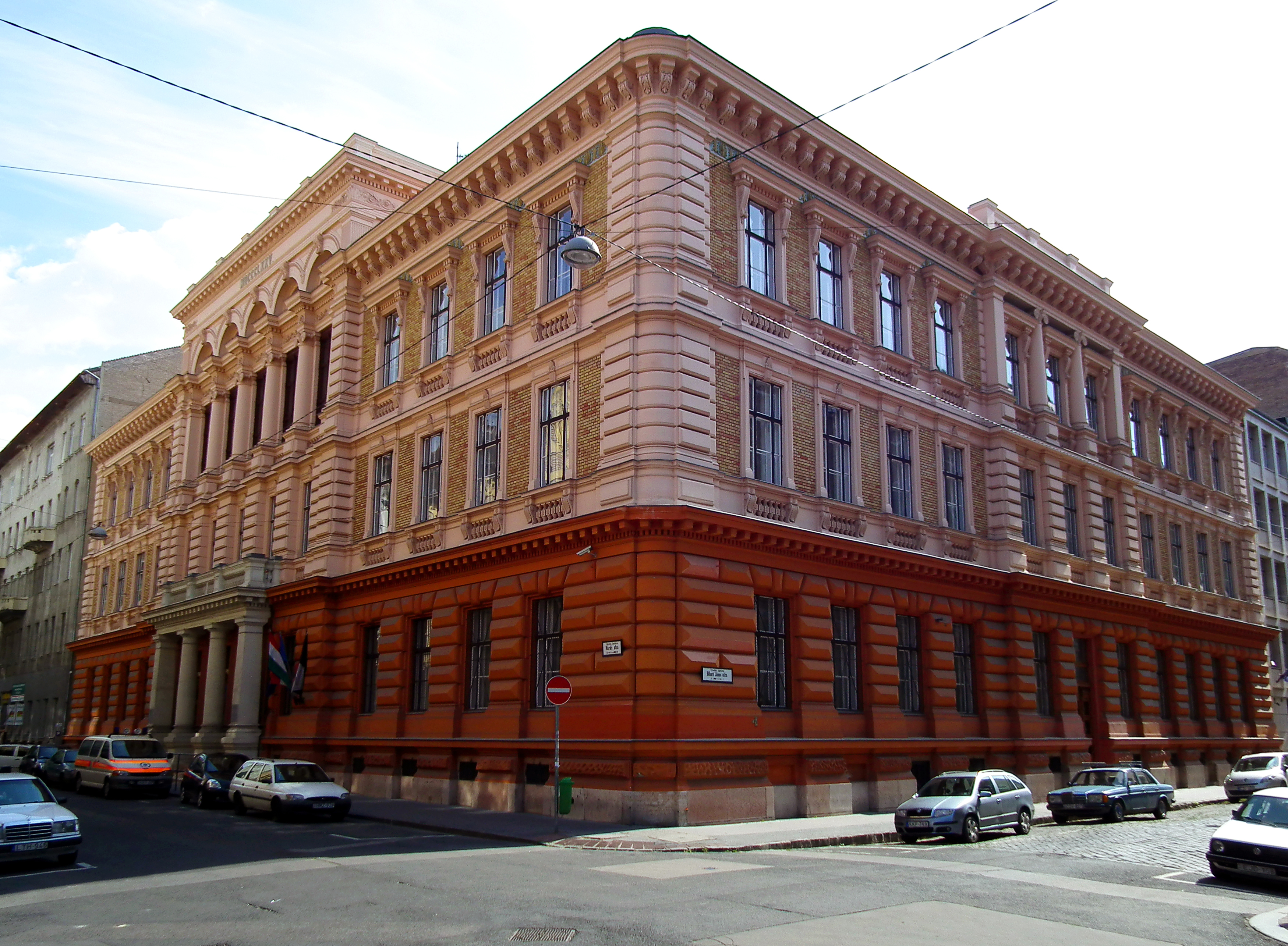
Budapesti Gazdaságtudományi Egyetem, Markó u. 29–31.

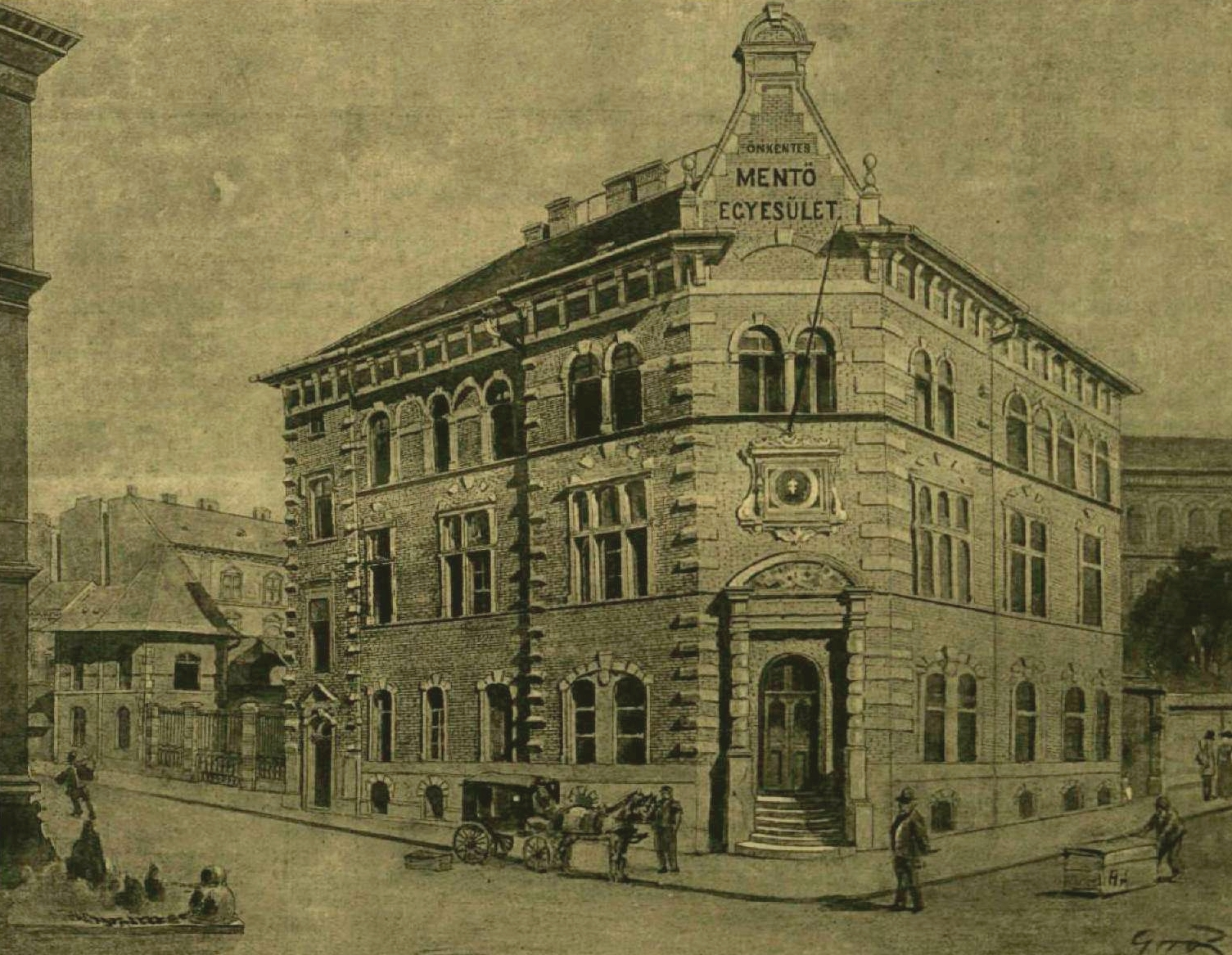
Goró Lajos: „Az önkéntes mentő-egyesület háza Budapesten, a Sólyom- és Markó-utcza sarkán” (régi ábrázolás)

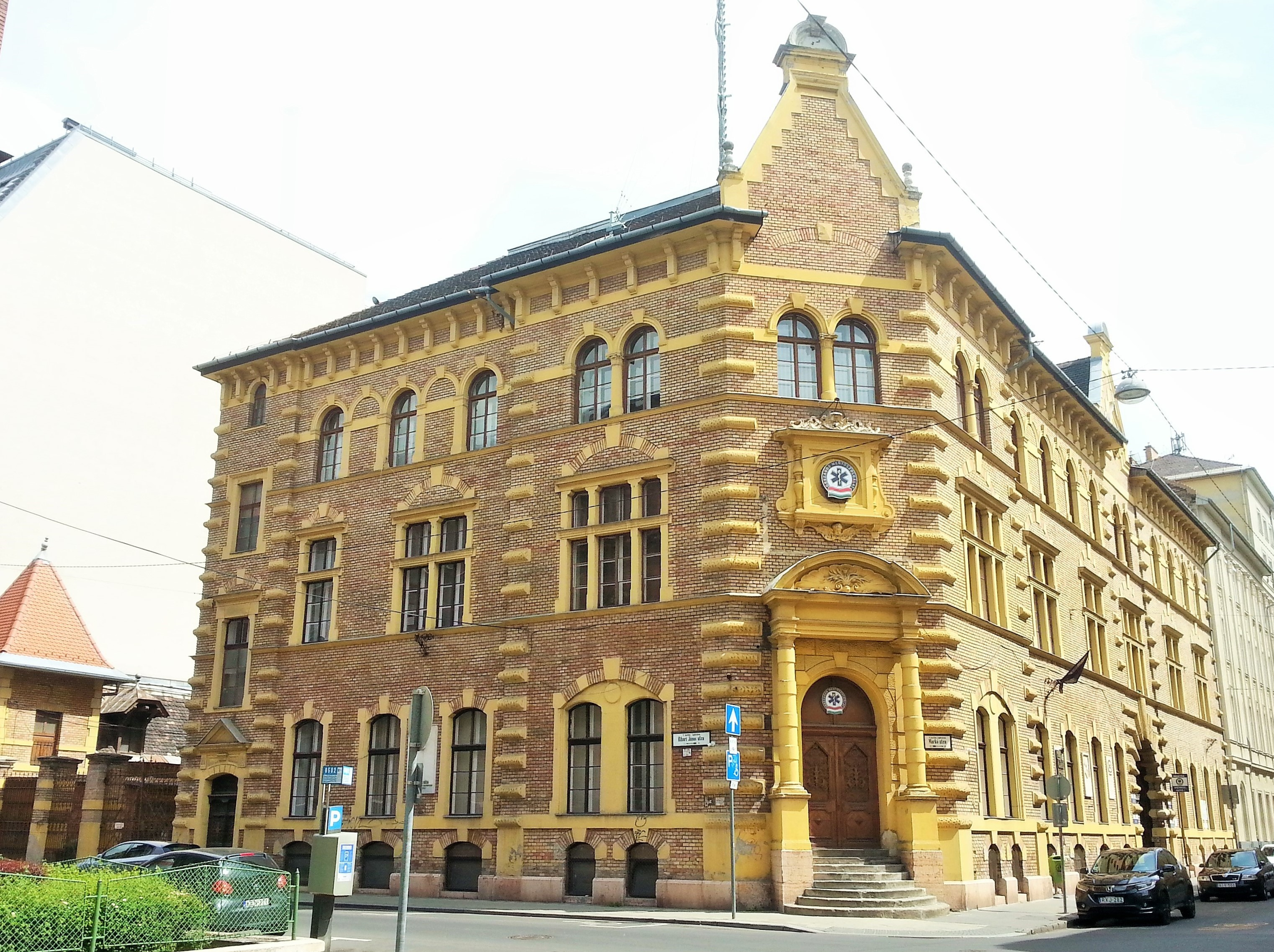
A mentők háza napjainkban

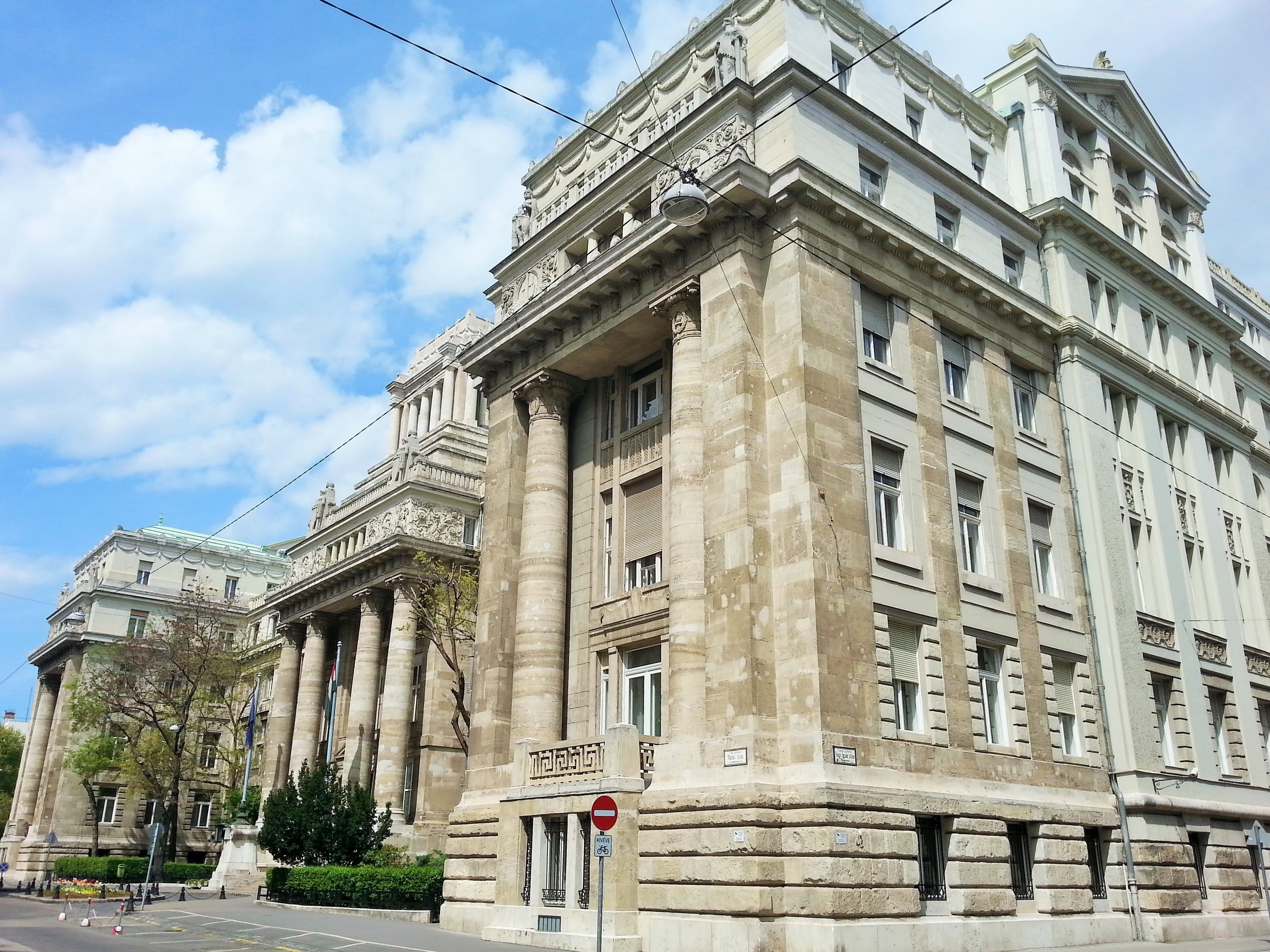
A legfelsőbb bíróság monumentális palotája, Markó u. 16.

A paleolitikumban a Duna szabadon építette mellékágait a pesti síkságon. Feltétezhető, hogy a Markó utca jelenlegi helye is sziget volt valamikor.
A középkorban apró települések voltak ezen a területen, az egyiknek neve: Jenő. Pest városa és e falvak között megműveletlen területek helyezkedtek el.
A török kiűzése után utak és árvízvédelmi létesítmények épültek a közelben. A II. József által építtetett Újépület azért került az utca jelenlegi helyétől délre, mert használaton kívüli területként jó lehetőséget nyújtott a katonai gyakorlatok számára.
A telkek felosztása csak a 19. században történt meg, ekkor jelentek meg házak az Újépülettől délre. Pest és Buda egyesítése idején a telekrendezés kiterjedt a jelenlegi Szent István körút vonaláig, sőt azon túlra is. 1879-től magyar neve volt az utcáknak, de házak még nem álltak ott, csak üres telkek és kerítések. A házszámozás azonban már ebben az időben megtörtént.
A század utolsó felében csak a mai Alkotmány utcától délre álltak házak, északon viszont gyárak álltak: a Valero selyemgyár, a József és a Hagenmacher gőzmalom. Kezdetben kizárólag a Terézváros felőli oldalon volt értelme házakat emelni (az utca végén a Bajcsy-Zsilinszky út sarkán 1865-ben, illetve 1870-ben).
Vasúti iparvágány kettő is volt. Az egyik északról a mai Szemere utca vonala mentén haladt, és a Markó utcánál ért véget (Vizafogó vasútvonal: 1896-ban még megvolt). Ennek szolgálta ki a Hagenmacher malmot és az Első Pesti Hengermalmot (az utca két oldalán). A másik iparvágány a Pesti indóház sínjeiről vált le, kiszolgálva a Cukorgyárat és a József Hengermalmot (itt áll jelenleg a Honvédelmi Minisztérium).
A Lipótvátos lelkes polgárai, köztük Falk Miksa ösztönzésére indult meg a terület beépítése. Ehhez lendületet adott az Országház tervezése, majd felépítése, ugyanakkor jelentősen megváltoztatta a településszerkezetet (például kettévágta a Nádor utcát).

## Az utca beépítése
A Markó utca középső része épült be legkésőbben; a Valero selyemgyár épp azért épült oda, mert ott voltak olcsóak a telkek és könnyen megoldható volt az áruszállítás. Máskülönben az egész utca beépítetlen volt. Ha végigkísérjük a keresztutcák elnevezésének időpontját, végig követhetjük ezt a folyamatot.
- Bajcsy-Zsilinszky út 1700 körül Waitzner Strasse (az első lakóház a mai Nyugati tér sarkán épült)
- Bihari János utca: 1874 Sólyom utca
- Nagy Ignác utca: 1830 Koháry Gasse
- Szemere utca: 1872 Szemere Gasse
- Honvéd utca: 1874
- Falk Miksa utca: 1854 Neuer Strassen Damm (a gát a Dunától védte a beljebb fekvő területeket), 1874 Pannónia utca
- Balassi Bálint utca: 1911 Személynök utca
- Széchenyi rakpart (id. Antall József rakpart): XIX. század: Obere Donau Zeile (Felső Duna sor), 1874 Rudolf rakpart

Az utca kiért a Duna-partra, ezt azonban feltöltötték (leszűkítették a folyómedret). Az Országház építése idején a Parlament déli oldaláról a mai Balassi Bálint utca végére költöztették át a vízműveket.
A Valero selyemgyár 1840-ben létesült. Ezt az épületet 1896-ban kibővítették egészen a Falk Miksa utcáig (ez viselné valójában a Markó utca 8. számot), s egységes egészt képeztek. Ez a rész Budapest ostroma áldozatává vált, 1944–45-ben lebontották. Helyére modern épület került 1950-ben, amelyet megtoldottak egy jellegtelen épülettel (ez volna a Markó utca 10.). Minthogy az épületegyüttes az államhatalmi ágak kezébe került, ismét egységes egésszé képezték ki (nyugati része 2020-ig az Alkotmányvédelmi Hivatal, keleti része; a műemléképület, egy időben a Kormányőrség laktanyája volt).
A Markó utcának a Honvéd térre eső része csaknem mindig beépítetlen volt. Itt is állt egy épület, amely Budapest ostroma alatt megsemmisült; ma játszótér.
A Markó utcától délre eső egyik háztömböt a lipótvárosi zsidóság részére európai léptékű zsinagóga építése céljából jelölték ki. Az elkészült tervek nem valósultak meg, ezen a helyen igen hamar a Központi Bíróság épülete készült el.
Mielőtt egyetlen lakóház épült volna, kormányzati épületek és két iskola is állt a Markó utcában: az egyik ma egy két tannyelvű gimnázium és egy másik, amely jelenleg a Budapesti Gazdaságtudományi Egyetem része.

## Az utca épületei táblázatosan
| Hrsz.       | Utca       | Házszám  | Építés    | Sarokház                                                     | Építtető | Tervező                                    |
| ----------- | ---------- | -------- | --------- | ------------------------------------------------------------ | --- | ------------------------------------------ |
| 24915/3     | Markó utca | 1/a      | 1937–1938 | Széchenyi rakpart 13.                                        | Fluvius Házépítő Szövetkezet | Breuer Imre                                |
| 24915/4     | Markó utca | 1/b      | 1938      | Balassi Bálint utca 4.                                       | Jánossy János | Möller Károly                              |
| 24916       | Markó utca | 3/a      | 1910      | Balassi Bálint utca 7.                                       | Strauss Sándor | Böhm Henrik                                |
| 24923       | Markó utca | 3/b      | 1910      | Falk Miksa utca 10.                                          | Szendeffy Aladár és Dezső | Habicht Károly                             |
| 24924       | Markó utca | 5.       | 1898      | Falk Miksa utca 7.                                           | Strasser Ulrik | Strasser Zoltán                            |
| 24930       | Markó utca | 7.       | 1927      |                                                              | Constans Építő Rt., Bacher-Jäger-Vajkai | Györgyi Dénes, Ernyei Béla                 |
| 24931       | Markó utca | 9.       | 1929–1930 |                                                              | Budapest Székesfőváros Elektromos Művei 30 kV alállomás (ma: MI9 irodaház)                                                                                         | Györgyi Dénes, Enyedi Béla                 |
| 24933       | Markó utca | 11.      | 1926–1931 | Honvéd utca 22–24.                                           | Budapest Székesfőváros Elektromos Művei Nyugdíjintézete | Györgyi Dénes, Román Ernő                  |
| 24939       | Markó utca | 13–17.   | 1923–1925 | Honvéd utca 21., Szemre utca 14.                             | Magyar Pénzjegynyomda |                                            |
| 24940       | Markó utca | 19–25.   | 1913–1915 | Szalay utca 16., Nagy Ignác utca 6–8., Szemere utca 11–13.   | Magy. Kir. Igazságügy-minisztérium (ma a Pesti Központi Kerületi Bíróság működik benne)                                                                            | Jablonszky Ferenc                          |
| 24941       | Markó utca | 27.      | 1888–1891 | Nagy Ignác utca 1–11., Alkotmány utca 14., Bihari utca 2–10. | Magy. Kir. Igazságügy-minisztérium Törvényszéki épület, Thonet-udvar (ma a Fővárosi Törvényszék működik benne)                                                     | Hauszmann Alajos, Jablonszky Ferenc        |
| 24942       | Markó utca | 29–31.   | 1875–1876 | Bihari János utca 7.                                         | Magyar Királyi Állami Főgimnázium, Berzsenyi Dániel Gimnázium (ma a Budapesti Gazdaságtudományi Egyetem Kereskedelmi, Vendéglátóipari és Idegenforgalmi Kara)      | Kolbenheyer Ferenc                         |
| 24949       | Markó utca | 33.      | 1872–1895 | Bajcsy-Zsilinszky út 74.                                     | |                                            |
| Páros oldal |            |          |           |                                                              | |                                            |
| 24957       | Markó utca | 2. (tér) | 2014      | Balassi Bálint utca 6–8., Stollár Béla utca 1.               | Olimpiai park, sportpálya |                                            |
| 24958       | Markó utca | 4.       | 1926–1927 | Balassi Bálint utca 9–11.                                    | Armania Házépítő Rt. | Katona János, Székely Dezső, Molnár Sándor |
| 24964       | Markó utca | 6.       | 1927      | Falk Miksa utca 12.                                          | Reichart Ármin, Wahl Vilmos, Lord Weardale leánynevelő otthon | Ligeti Pál, Székely Hugó, Enyedi Béla      |
| 24970       | Markó utca | 8.       | 1947      | Falk Miksa utca 9.                                           | Alkotmányvédelmi Hivatal | Hegedűs Béla, Szendrői Jenő                |
| 24970       | Markó utca | 10.      | 1836      | Honvéd utca 26–30., Stollár Béla utca 7–9.                   | Valero Antal Selyemgyár, Károly kaszárnya, Bankjegynyomda | Hild József                                |
| 24972       | Honvéd tér | 12? 14?  |           | Honvéd utca 23., Szemere utca 16.                            | |                                            |
| 24974       | Markó utca | 16.      | 1913–1914 | Stollár Béla utca 15., Szemere utca 15., Nagy Ignác utca 10. | Igazságügyi Minisztérium Budapesti Központi Járásbíróság, Legfelsőbb Bíróság palotája (ma: Legfelsőbb Ügyészség és a Kúria épülete)                                | Fellner Sándor, Jablonszky Ferenc          |
| 24976       | Markó utca | 18–20.   | 1883–1884 | Stollár Béla utca 17–19., Nagy Ignác utca 13–15.             | Budapesti V. kerületi Magyar Királyi Állami Főreáliskola; Budapest Székesfőváros, Fonó- és Szövőipari Középiskola (ma: Xántus János Két Tanítási Nyelvű Gimnázium) | Hauszmann Alajos                           |
| 24978       | Markó utca | 22.      | 1889–1890 | Bihari János utca 9.                                         | Budapesti Önkéntes Mentőegyesület (ma: Országos Mentőszolgálat és Kresz Géza Mentőmúzeum)                                                                          | Quittner Zsigmond                          |
| 24979       | Markó utca | 24.      | 1889      |                                                              | Önkéntes Mentőegyesület, kocsiszín (ma: Központi Mentőállomás) | Quittner Zsigmond                          |
| 24980       | Markó utca | 26.      | 1865      | Bajcsy-Zsilinszky út 76                                      | Ábeles Ármin | Gerster Károly, Frey Lajos                 |